# ブランチ大津京

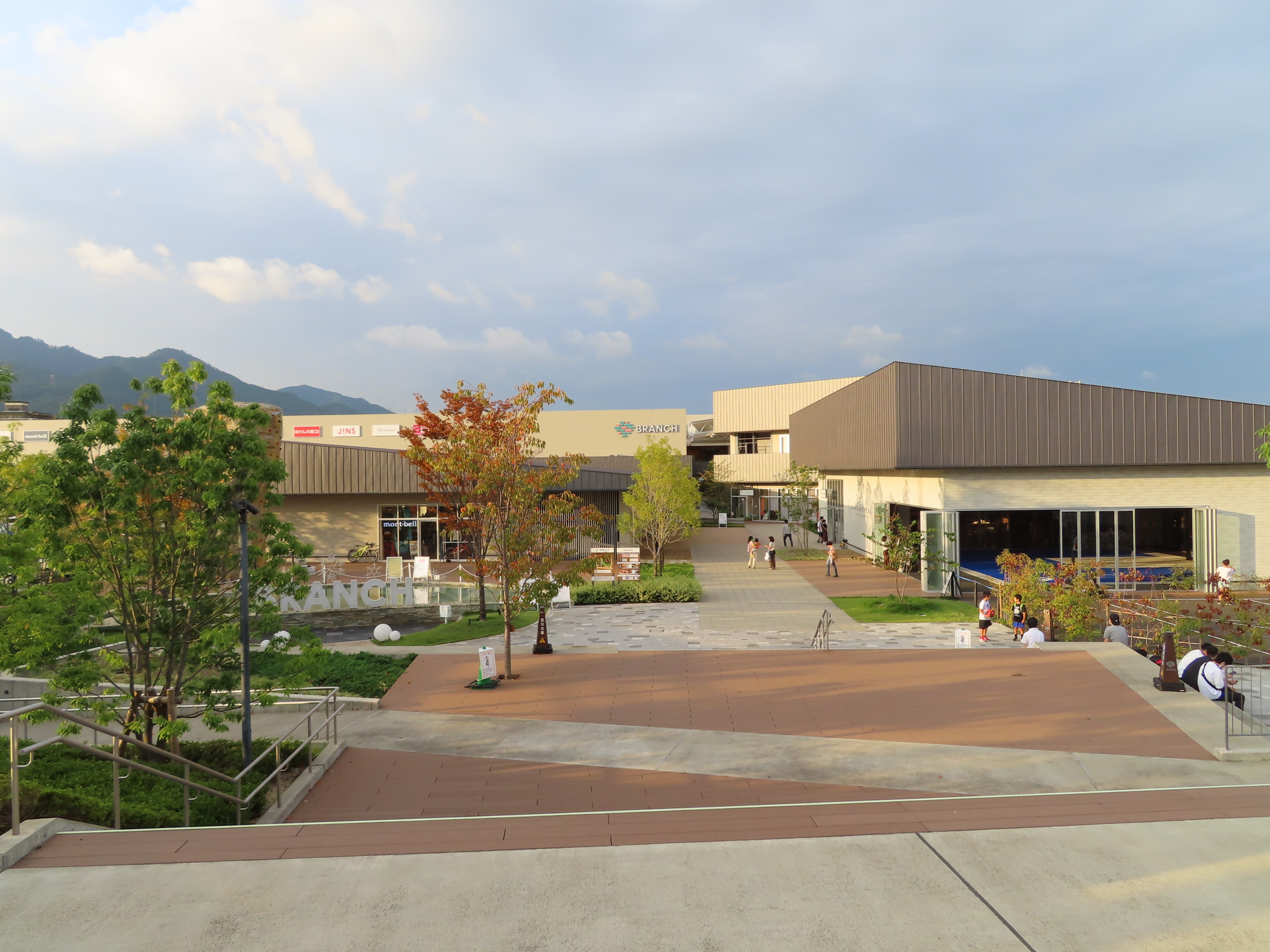
施設外観（2021年10月、遠景）

ブランチ大津京（ブランチおおつきょう）とは滋賀県大津市にある複合型商業施設である。

## 概要
大津市と大和リースが、大津びわこ競輪場跡地に共同で開発した複合型商業施設である。大和リースが全国展開するコミュニティ型商業施設ブランド「ブランチ」の滋賀県初進出であり、事業コンセプトは「公園の中の商業施設」。「地域コミュニティの形成」「生涯スポーツの推進と健康支援」「未来を担う子どもの教育支援」「新規ビジネスと女性雇用の創出」の4つのテーマを打ち出すことで事業者として選定された。商業施設用地の敷地面積はおよそ49,700平方メートルで、商業施設は8棟で構成され、延床面積はおよそ25,400平方メートル。ブランチ大津京に並行して近江神宮外苑公園も設置された。公園込みの総事業費は競輪場解体工事も含め約60億円。大津市が2050年4月末まで土地を貸し付け、年間8,400万円、総額26億6,700億円を受け取る予定。
物販店や飲食店のほか、地域のコミュニティを育むための体験型施設や交流スペースが設けられた。
営業時間は午前7時から午後11時までであり、756台を収容する駐車場と376台を収容する駐輪場が設けられている。なお、駐車場は（渋滞を防ぐため）ナンバープレートによる入出庫確認システムを採用している。

## 沿革
大津びわこ競輪場は2011年（平成23年）3月に廃止された。競輪場があった土地は都市計画法に基づく「公園」の区域だったため、大津市は2017年（平成29年）2月に、競輪場の解体工事と跡地利用、さらに併設する公園の整備を実施する事業者を募集。同年7月に大和リースが優先交渉権を獲得していた。
2019年（平成31年）4月15日にブランチ大津京の着工式が行われ、同年11月開業を目標に建設が進められた。施工業者は大鉄工業であり、当施設は同年（令和元年）11月29日にオープンした。

## 施設
42店舗が入居し、2019年（令和元年）のオープン時には29の店舗が開店した。2020年（令和2年）の春までにすべての店舗が出店する予定である。
入居する施設はマックスバリュ、ジーユー、西松屋、ユニクロ、ニトリ、モンベルやスターバックスなど。キャッシュレス決済で書籍を販売する「SELF BOOKS」、ヨガなどが体験できる「Community Park」、三人制バスケットボールのコートと飲食店を併設した「SG-Park」などのレジャー施設・ママスクエアの店舗・高さ6.9メートルのボルダリング施設も設置された。なお、ママスクエアは託児スペースを併設してコールセンター業務を行う施設であり、滋賀県内での店舗展開は当店が初となった。
施設内には近江神宮外苑公園がある。同公園は「まんまる広場」と「スポーツエリア」で構成される都市公園であり、大和リースが指定管理者として運営する。
現在の入居テナントに関する情報は、ショップリストを参照されたい。

## 各施設の面積および建造物の概要
当項の概要では「およそ」を用いて面積の解説を行ったが、ここでは実数を用いて解説する。
- 敷地面積 - 64,793.33 m2[3]
- 施設用地 - 49,682.96 m2[3]
- 建築面積 - 18,996 m2[3]
- 延床面積 - 25,368 m2[3]
- 公園用地 - 15,056.25 m2[3]
- 建造物 - 鉄骨造2階建2棟、鉄骨造平屋建6棟[3]

## アクセス
公共交通機関
- 京阪石山坂本線近江神宮前駅下車、徒歩15分[5]。
- JR湖西線大津京駅下車、徒歩15分[5]。
- 江若交通「ブランチ大津京前」停留所下車、徒歩1分[5]。

自動車
- 名神高速道路大津IC下車、約15分[5]。